# Porter (professió)
|  | Aquest article tracta sobre l'ofici de controlar els accessos a les instal·lacions. Si cerqueu la posició de futbol, vegeu «porter (futbol)». |

Un  porter  és la persona que en un hotel, edifici d'apartaments o altres similars presta determinats serveis a l'entrada d'aquests. Entre les funcions dels porters hi ha : portar les maletes fins a l'ascensor, trucar a taxis per als inquilins o assistir a la gent gran en la seva entrada o sortida del vehicle. El porter també avisa els inquilins de l'arribada d'automòbils, visitants o paquets. Com a norma de cortesia, obre la porta de l'edifici quan ha d'entrar o sortir alguna persona. El porter també exerceix funcions de seguretat a l'edifici impedint l'entrada de persones no autoritzades i eventualment, expulsant del mateix a persones èbries o problemàtiques. En català, el terme porter s'utilitza popularment per designar a l'empleat de finca urbana. A més de les anteriors, aquesta persona exerceix funcions de consergeria així com de neteja, conservació i cura de l'edifici. Habitualment, recull les escombraries, rep als repartidors i altres gremis i realitza petites reparacions elèctriques o mecàniques.